# De vos en de kat
De vos en de kat is een sprookje uit Kinder- und Hausmärchen, de verzameling van de gebroeders Grimm, met als nummer KHM75. De oorspronkelijke naam is Der Fuchs und die Katze.

## Het verhaal
Een kat komt meneer de vos tegen in een bos en spreekt hem vriendelijk aan omdat de vos slim en ervaren is en in de wereld een hoog aanzien heeft. Hij vraagt de vos hoe hij zich door deze dure tijden heen sleept en de vos vraagt zich een tijdlang af of hij wel wil antwoorden. Vol hoogmoed vraagt hij de "armoedige" kat hoe hij het in zijn hoofd haalt om hem aan te spreken. Wat voor kunsten kent de kat?
De kat antwoordt dat hij slechts één kunst kent, hij kan in een boom springen en zichzelf in veiligheid brengen als een hond hem achternazit. De vos zegt dat hij meer dan honderd kunsten kent en hij heeft bovendien een zak vol listen. Dan komt een jager met vier honden aangelopen en de kat springt snel in een boom. De kat roept de vos toe zijn zak open te trekken, maar de honden hebben hem dan al gegrepen.

## Achtergronden bij het verhaal
- Het sprookje komt uit de omgeving van Trier.
- Het verhaal is al in de Latijnse literatuur te vinden en heeft zich over verschillende landen in Europa verspreid.
- In Kinder- und Hausmärchen zijn nog vele soortgelijke verhalen opgenomen, zoals De wolf en de vos (KHM73), De vos en de moeder van zijn petekind (KHM74), De vos en de ganzen (KHM86) en vele andere.